# El Rasillo de Cameros
El Rasillo de Cameros tỉnh và cộng đồng tự trị La Rioja, phía bắc Tây Ban Nha. Đô thị này có diện tích là 15,85 ki-lô-mét vuông, dân số năm 2009 là 150 người với mật độ 9,46 người/km². Đô thị này có cự ly 43 km so với Logroño.